# Theodore Roosevelt, Sr.
Théodore Roosevelt Sr (né le 22 septembre 1831, mort le 9 février 1878) est un entrepreneur et philanthrope américain.
Marié avec Martha Bulloch, il est le père de Theodore Roosevelt, président des États-Unis de 1901 à 1909.
Il a contribué à fonder le New York City Children's Aid Society, le Metropolitan Museum of Art, le Muséum américain d'histoire naturelle, et le New York Children's Orthopedic Hospital.

## Sources
- (en) Cet article est partiellement ou en totalité issu de l’article de Wikipédia en anglais intitulé « Theodore Roosevelt, Sr. » (voir la liste des auteurs).